# Wayman Britt
Wayman P. Britt (Wilson's Mills, Carolina del Norte, 31 de agosto de 1952) es un exjugador de baloncesto estadounidense que disputó una temporada en la NBA. Con 1,88 metros de estatura, jugaba en la posición de base.

## Trayectoria deportiva

### Universidad
Jugó cuatro temporadas con los Wolverines de la Universidad de Míchigan, en las que promedió 10,6 puntos y 4,9 rebotes por partido. En su última temporada fue incluido en el segundo mejor quinteto de la Big Ten Conference. El premio que concede su universidad anualmente al mejor jugador defensivo de la temporada lleva su nombre.

### Profesional
Fue elegido en la sexagésima posición del Draft de la NBA de 1976 por Los Angeles Lakers, pero fue despedido antes del comienzo de la competición. Al año siguiente fichó como agente libre por los Detroit Pistons, donde únicamente disputó siete partidos, en los que promedió 1,3 puntos.

## Estadísticas de su carrera en la NBA

### Temporada regular
| Temporada | Edad | Equipo          | Liga | P | TIT | MIN | TC  | TCA | %TC  | 3P | 3PA | %3P | TL  | TLA | %TL  | R.OF. | R.DEF. | REB | ASIS | ROB | TAP | PER | FP  | PTS |
| 1977-78   | 25   | Detroit Pistons | NBA  | 7 |     | 2.3 | 0.4 | 1.4 | .300 |    |     |     | 0.4 | 0.6 | .750 | 0.1   | 0.4    | 0.6 | 0.3  | 0.1 | 0.0 | 0.1 | 0.4 | 1.3 |
| Total     |      |                 | NBA  | 7 |     | 2.3 | 0.4 | 1.4 | .300 |    |     |     | 0.4 | 0.6 | .750 | 0.1   | 0.4    | 0.6 | 0.3  | 0.1 | 0.0 | 0.1 | 0.4 | 1.3 |